# Vieux-Boucau-les-Bains
Vieux-Boucau-les-Bains ist eine französische Gemeinde im Département Landes der Region Aquitanien.
Der kleine Touristenort mit 1682 Einwohnern (Stand 1. Januar 2022) im Südwesten Frankreichs liegt direkt an der Atlantikküste. Während der Saison von Ende Mai bis September zieht er bis zu 40.000 Urlauber an.

## Geschichte
Bis 1578 hieß Vieux-Boucau Port d'Albret und war ein wichtiger Hafen am Adour. Nach der Umleitung des Flusses wurde der Hafen aufgegeben und der Ort erhielt den Namen, der Alte Mündung bedeutet.

### Bevölkerungsentwicklung
| Jahr                       | 1962 | 1968 | 1975 | 1982 | 1990 | 1999 | 2009 | 2017 |
| Einwohner                  | 772  | 903  | 1072 | 1131 | 1210 | 1379 | 1577 | 1618 |
| Quellen: Cassini und INSEE |      |      |      |      |      |      |      |      |

## Sehenswürdigkeiten

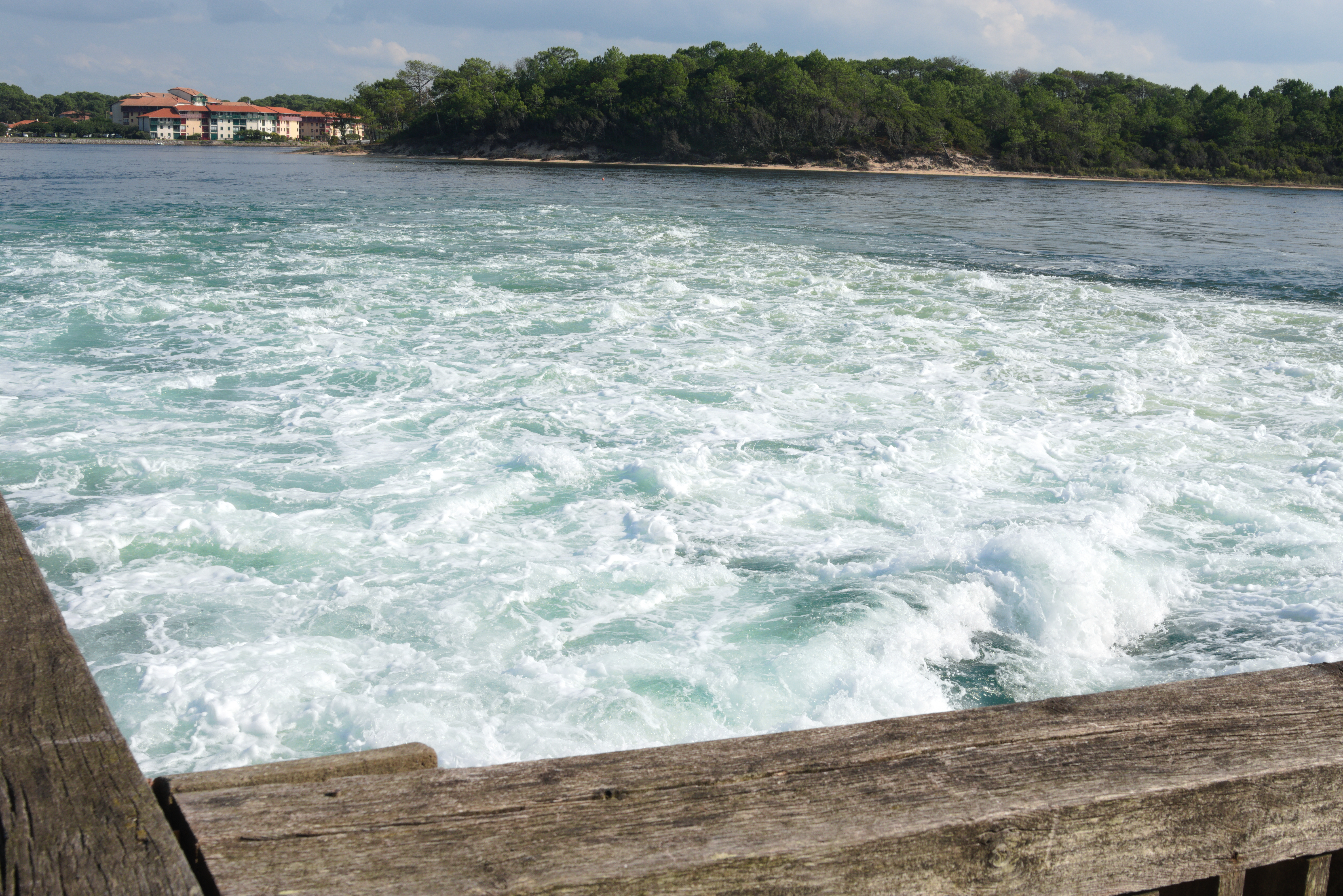
Gezeitenstrom, steigende Flut am Wehr zum Lac Marin

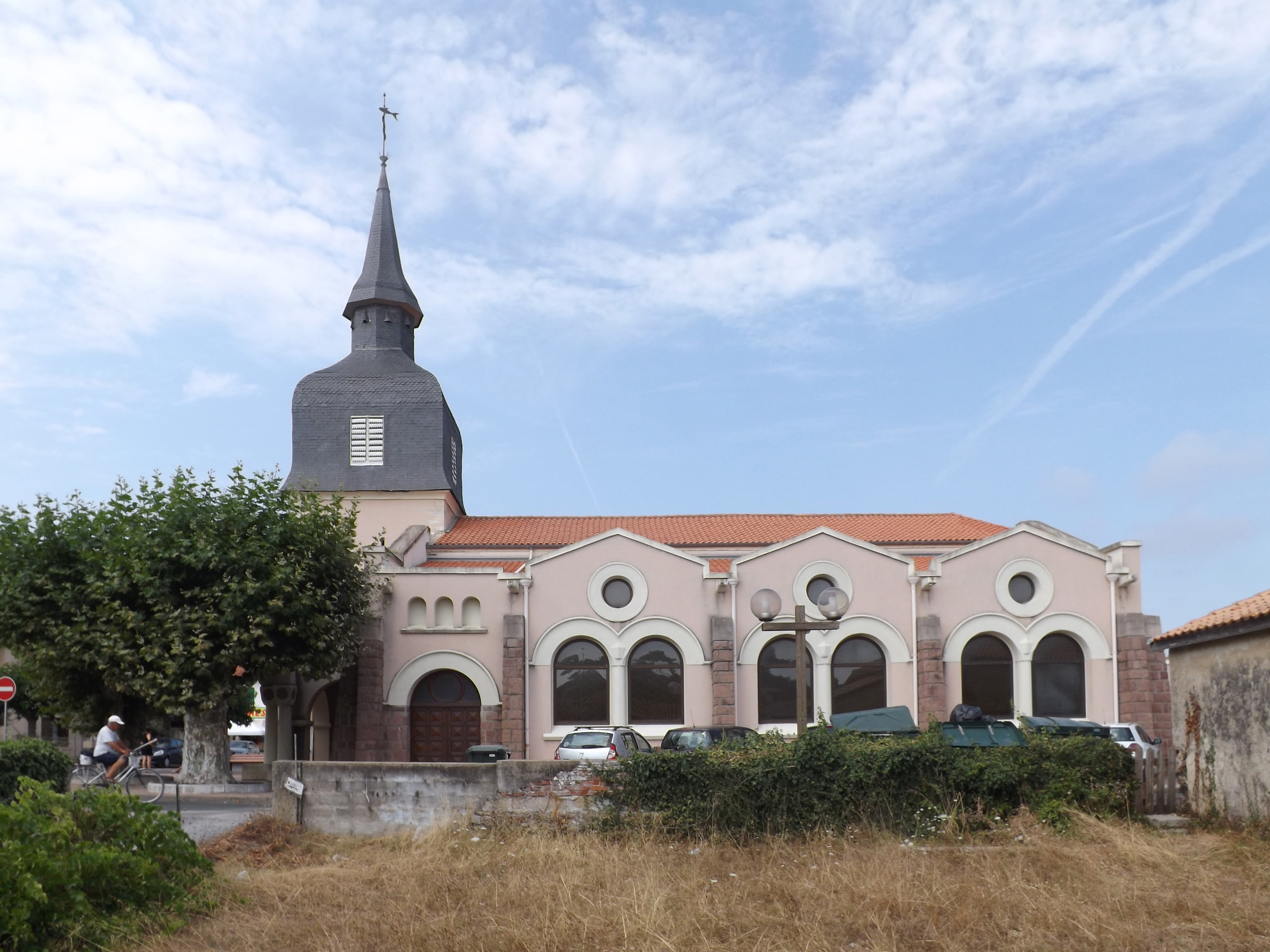
Kirche Saint-Clément

Die Innenstadt besteht aus der Altstadt und einem neueren Teil. Durch den Ort führt ein Kanal, der einen zentral gelegenen, 60 ha großen Salzwasser-Badesee (lac marin) speist. Der künstliche See wurde in den 1970er Jahren errichtet. Sein Wasser wird mit Hilfe einer Schleuse am Kanal, deren Tore sich im Rhythmus der Gezeiten öffnen, regelmäßig erneuert.
In der alten Stierkampfarena werden in der Saison wöchentlich Schaustierkämpfe gezeigt, bei denen die Tiere nicht verletzt werden.

## Infrastruktur
Urlaubern stehen im Ort und seiner Umgebung viele Campingplätze zur Verfügung.
Der nächste Bahnhof und das nächste Krankenhaus befinden sich in der Stadt Dax.